# (32438) 2000 RW98
2000 RW98 (asteroide 32438) é um asteroide da cintura principal. Possui uma excentricidade de 0.11620030 e uma inclinação de 12.77855º.
Este asteroide foi descoberto no dia 5 de setembro de 2000 por LONEOS em Anderson Mesa.